# Richard Florida
Richard Florida (ur. w 1957 w Newark, New Jersey) – amerykański naukowiec, ekonomista, nauczyciel akademicki Uniwersytetu w Toronto, specjalista w zakresie studiów urbanistycznych, twórca pojęcia klasa kreatywna.
W pracy badawczej koncentruje się na kwestiach społecznych i ekonomicznych związanych z urbanistyką.
Obecnie zajmuje stanowisko profesora na Martin Prosperity Institute w ramach Uniwersytetu w Toronto, posiada także własną firmę konsultingową.

## Narodziny klasy kreatywnej
Richard Florida w książce "Narodziny klasy kreatywnej" dowodzi, że najbardziej dynamicznie rozwijać się będą miejsca, skupiające najbardziej kreatywne, dynamiczne jednostki. Takie miejsca będą musiały zaoferować swoim mieszkańcom wysoki standard życia, ciekawe rozrywki, swobodę realizowania siebie. Tymi miejscami są miasta.
Konstruując pojęcie „klasy kreatywnej” Florida ma na uwadze między innymi: naukowców i inżynierów, wykładowców uniwersyteckich, poetów i pisarzy, artystów, artystów estradowych, aktorów, projektantów mody i architektów, jak również liderów „modnych towarzystw”: autorów literatury faktu (non-fiction writers), redaktorów naczelnych i ludzi mediów, wpływowe postaci w kulturze tak popularnej, jak i elitarnej, zespoły doradcze i wszelkie inne środowiska opiniotwórcze.
Oprócz tego klasa kreatywna obejmuje profesjonalistów z dziedzin nowoczesnej technologii, usług finansowych, prawniczych, zarządzania i medycyny – ludzi, których praca polega na kreatywnym rozwiązywaniu problemów i szukaniu innowacyjnych rozwiązań. Kapitał kreatywny tworzą w związku z tym twórcze jednostki, bez względu na to, jaki zawód pełnią. Kreatywna klasa poszukuje na miejsce zamieszkania, tak zwanych kreatywnych centrów – miast otwartych, różnorodnych oraz wieloetnicznych. Miasta te, zapewniają nie tylko wysoki komfort życia, ale przede wszystkim kreatywne miejsca pracy. Florida za miasta kreatywne, inaczej sukcesu, uznaje lokacje charakteryzujące się cechami 3T: Technologia, Talent, Tolerancja. Do miast takich możemy zaliczyć amerykańskie Boston, Seattle, Waszyngton, okolice zatoki San Francisco.
W 2010 roku nakładem Narodowego Centrum Kultury, ukazała się książka "Narodziny klasy kreatywnej". Jest to pierwszy przekład dzieł Floridy na język polski.